# Ернст фон Саксония-Майнинген
Ернст Бернхард Виктор Георг фон Саксония-Майнинген (на немски: Ernst Bernhard Victor Georg von Sachsen-Meiningen; „Malerprinz“; * 27 септември 1859 в Майнинген; † 19 декември 1941 в дворец Алтенщайн в Бад Либенщайн) от ернестинската линия на Ветините е принц от Саксония-Майнинген, художник и пруски полковник.
Той е син на херцог Георг II фон Саксония-Майнинген (1826 – 1914) и втората му съпруга принцеса Феодора фон Хоенлое|Хоенлое-Лангенбург (1839 – 1872), дъщеря на княз Ернст I фон Хоенлое-Лангенбург (1794 – 1860) и принцеса Феодора фон Лайнинген (1807 – 1872), която е по-голяма полусестра на Кралица Виктория (упр. 1837 – 1901) и племенница на белгийския крал Леополд I (упр. 1831 – 1865).
Брат е на Фридрих (1861 – 1914) и по-малък полубрат на Бернхард III (1851 – 1928), последният херцог на Саксония-Майнинген (1914 – 1918).
Ернст започва да следва право от 1879 г. в Бон, 1880 г. в университета в Страсбург и 1881 г. в Лайпциг. Дълго време той е във Франция и през 1882 г. започва военна служба в кавалерията в Потсдам. От 1884 г. той следва рисуване в Мюнхен, по време на военната си служба, която прекъсва като офицер през 1885 г. Още през 1885 г. Ернст има свое ателие в Мюнхен и 1888 г. рисува първите си портрети.
През Първата световна война Ернст участва като полковник-лейтенант от 8 август 1914 г. с регимента от Майнинген на Западния фронт. Принц Ернст загубва във войната синовете си Ернст (1915) и Георг (1916).
По време на Ноемврийската революция брат му Бернхард III абдикира на 10 ноември 1918 г. като управляващ херцог. Ернст фон Саксония-Майнинген се отказва от управлението на 12 ноември 1918 г. Принц Ернст се мести с фамилията си през 1918 г. от несигурния Мюнхен в Хаубинда (при Хилдбургхаузен) и от 1922 г. започва отново да рисува. Ернст помага на болния си брат и го замества. Ернст е почетен доктор на университета в Йена.
Ернст умира на 19 декември 1941 г. в дворец Алтенщайн на 82 години. Вдовицата му продава след една година двореца на Тюрингия.
Като шеф на фамилията го наследява племенникът му Георг (1892 – 1946), син на брат му Фридрих.

## Фамилия
Ернст фон Саксония-Майнинген се жени (морг.) на 20 септември 1892 г. в Мюнхен за Катарина Йензен, баронеса/фрайфрау фон Заалфелд (* 25 януари 1874, Кил; † 19 април 1945, Ной-Еглинг до Мурнау), дъщеря на писателя Вилхелм Йензен (1837 – 1911) и Мария, род. Брюл (1845 – 1921). Баща му Георг II я издига един ден след това на „баронеса фон Заалфелд“. След това двамата се местят във Флоренция. През 1898 г. фамилията се мести във Франкфурт на Майн и 1900 г. в Мюнхен.
Двамата имат шест деца с титлата „барон/фрайхер фон Заалфелд“, които са изключени от наследството на трона:
- Георг Вилхелм (* 11 юни 1893, Флоренция; † 29 април 1916), убит в Ла Басе, Франция през Първата световна война
- Елизабет Хелена Аделхайд Мария (* 2 февруари 1895, Флоренция; † 4 юни 1934, Гисен), омъжена на 25 април 1917 г. в Мюнхен за Йохан Дукен (* 12 януари 1889, Браке, Олденбург; † 1954, Хайделберг)
- Ернст Фридрих Хайнрич Паул (* 4 юли 1896, Флоренция; † 28 май 1915), убит в Йозефово, Литва, през Първата световна война
- Ралф Ерих (* 28 март 1900, Франкфурт на Майн; † 22 юли 1947, Вайлхайм), женен I. на 11 октомври 1925 г. в Мюнхен за Мария Зайц (* 12 май 1903, Мюнхен; † 24 юни 1931, Регенсбург), II. на 16 август 1936 г. в Бриз за Мелани фон Бисмарк (* 15 май 1911, Стендал; † 27 януари 1987)
- Свен Ханс Хайнрих Бернхард (* 18 септември 1903, Мюнхен; † 13 декември 1998), женен на 20 март 1936 г. в Куксхавен (развод 1952) за Елизабет Фауст (* 29 февруари 1916, Бредщет)
- Хайнрих „Енцио“ Валдемар (* 17 юли 1908, Мюнхен; † 31 март 1941 при Кале) умира при самолетно нападение в Англия през Втората световна война, женен на 28 февруари 1936 г. в Мюнхен за Рут Фирербе (* 23 май 1910, Висбаден-Рамбахн; † 14 декември 1974, Шварцвалд)